# Giorgos Georgiadis
Giorgos Georgiadis (Serres, Grecia, 14 de noviembre de 1987) es un futbolista griego. Juega de mediocampista y su equipo actual es el AEL Limassol de la Primera División de Chipre.

## Selección
| Selección           | Año         | PJ | Goles |
| ------------------- | ----------- | -- | ----- |
| Selección de Grecia | 2010 - 2011 | 3  | 0     |

## Clubes
| Club             | País   | Año           | PJ | Goles |
| ---------------- | ------ | ------------- | -- | ----- |
| Panserraikos     | Grecia | 2008 - 2011   | 47 | 14    |
| PAOK Salónica FC | Grecia | 2011 - 2014   | 51 | 4     |
| Veria F.C.       | Grecia | 2014 - 2016   | 33 | 0     |
| AEL Limassol     | Chipre | 2016-presente | 28 | 0     |